# Петтингер, Рози
Рози Петтингер (нем. Rose Pettinger; 16 сентября 1933 года) — фигуристка из Германии, двукратная чемпионка Германии 1955 и 1956 годов в женском одиночном катании, участница Олимпиады 1956 года.

## Спортивные достижения
| Соревнования/Сезоны     | 1953 | 1954 | 1955 | 1956 |
| ----------------------- | ---- | ---- | ---- | ---- |
| Зимние Олимпийские игры | -    | -    | -    | 10   |
| Чемпионаты мира         | 14   | 13   | 11   | -    |
| Чемпионаты Европы       | 19   | 6    | 11   | 4    |
| Чемпионаты Германии     | 3    | 2    | 1    | 1    |